# Gefen
Gefen (hebr.: גפן) – moszaw położony w samorządzie regionu Matte Jehuda, w Dystrykcie Jerozolimy, w Izraelu.
Leży w górach Judei.

## Historia
Moszaw został założony w 1955 przez imigrantów z Maroka.

## Gospodarka
Gospodarka moszawu opiera się na rolnictwiem i sadownictwie (winnice).